# ایستگاه قطار شهری نمایشگاه
ایستگاه قطار شهری نمایشگاه سومین ایستگاه خط ۱ قطار شهری مشهد است که در بلوار وکیل آباد، ابتدای بلوار نمایشگاه و در نزدیکی نمایشگاه بین‌المللی مشهد قرار دارد. این ایستگاه در تاریخ ۱۸ مهر ۱۳۹۰ افتتاح شده است.
این ایستگاه به‌عنوان زیرگذر بین بلوار نمایشگاه و بلوار شهید برونسی عمل می‌کند و دسترسی عابران پیاده را تسهیل می‌نماید.
ساعات کاری خط ۱ متروی مشهد از ساعت ۶ صبح تا ۱۰ شب است و قطارها با فاصله زمانی ۵ تا ۶ دقیقه در ایستگاه‌ها توقف می‌کنند.
از این ایستگاه ۵ خط اتوبوس‌رانی مشهد و حومه می‌گذرد.